# Andres Jäschke

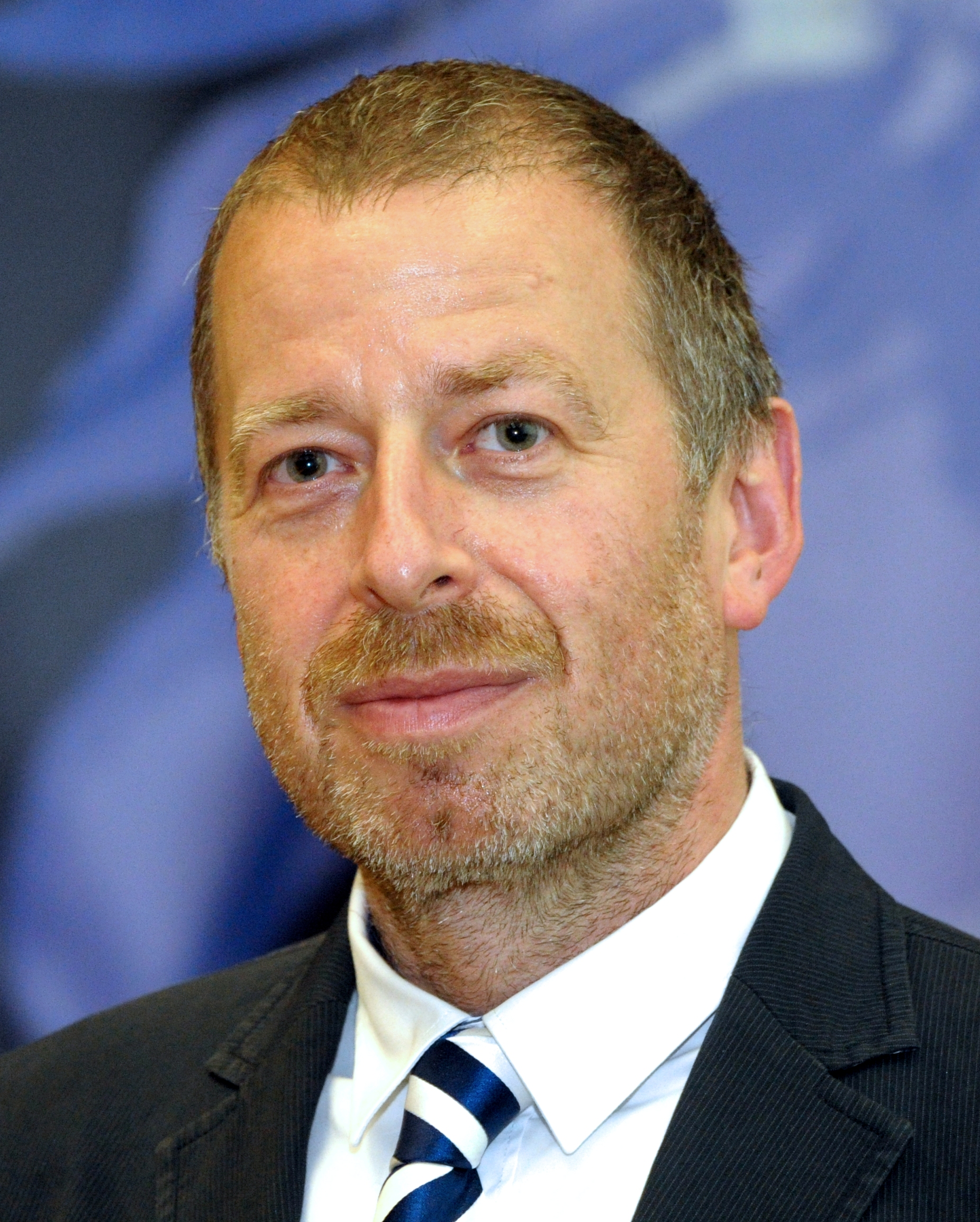
Jahr 2012

Andres Jäschke (* 31. August 1962 in Halle (Saale)) ist ein deutscher Chemiker und Professor für Pharmazeutische und Bioorganische Chemie an der Universität Heidelberg. Dort leitet er die Abteilung Chemie am Institut für Pharmazie und Molekulare Biotechnologie. Von 2012 bis 2016 war Jäschke Dekan der Fakultät für Biowissenschaften.
Er ist verheiratet und Vater zweier Kinder.

## Werdegang
Andres Jäschke studierte Chemie an der Humboldt-Universität zu Berlin, war danach Wissenschaftlicher Assistent am Fachbereich Chemie und wurde dort 1993 zum Dr. rer. nat. mit summa cum laude promoviert. Bis 1995 war er als Postdoc am Department of Biology des Massachusetts Institute of Technology tätig, im Anschluss daran bis 2002 Wissenschaftlicher Assistent / Arbeitsgruppenleiter am Institut für Biochemie der Freien Universität Berlin. Seit 2002 ist Jäschke Inhaber des Lehrstuhls für Pharmazeutische und Bioorganische Chemie an der Ruprecht-Karls-Universität Heidelberg.

## Stipendien und wissenschaftliche Preise
Von 1993 bis 1995 erhielt er das Postdoktorandenstipendium des Deutschen Akademischen Austauschdienstes. 1999 war er Preisträger im Wettbewerb „BIOFUTURE“ des BMBF, zwei Jahre später bekam er das Helmut-Bredereck-Stipendium für Bioorganische Chemie. Im Jahr 2010 wurde ihm die „Distinguished lecturer medal“ der Italian Chemical Society verliehen. Für 2022 wurde Jäschke der Albrecht-Kossel-Preis zugesprochen.

## Mitgliedschaft in wissenschaftlichen Gesellschaften
- Gesellschaft Deutscher Chemiker (GDCh); seit 2007: Mitglied des Vorstandes der Fachgruppe „Biochemie“ in der GDCh; seit 2011: Sprecher der Fachgruppe „Biochemie“
- Liebig-Vereinigung für Organische Chemie
- Gesellschaft für Biochemie und Molekularbiologie (GBM)
- RNA Society
- DECHEMA Fachsektion „Chemische Biologie“
- American Chemical Society

## Aktuelle wissenschaftliche Forschungsgebiete
- Chemische Biologie von Nukleinsäuren
- RNA- und DNA-Katalyse
- Molekulare Schalter
- Hybridkatalysatoren aus Biopolymeren und Übergangsmetallverbindungen
- RNA als Drug Target / Neue biologische Funktionen von RNA
- Bioorthogonale Modifizierungs- und Markierungsreaktionen

## Veröffentlichungen (Auswahl)
- Jäschke, A.: Oligonukleotid-Polyethylenglycol-Konjugate. Synthese, Charakterisierung und Anwendungen. Humboldt-Universität (Dissertation), Berlin 1993.
- Burckhard Seelig, Andres Jäschke: A small catalytic RNA motif with Diels-Alderase activity. In: Chemistry & Biology. Band 6, Nr. 3, 1999, S. 167–176, doi:10.1016/S1074-5521(99)89008-5.
- Alexander Serganov, Sonja Keiper, Lucy Malinina, Valentina Tereshko, Eugene Skripkin, Claudia Höbartner, Anna Polonskaia, Anh Tuân Phan, Richard Wombacher, Ronald Micura, Zbigniew Dauter, Andres Jäschke, Dinshaw J. Patel: Structural basis for Diels-Alder ribozyme-catalyzed carbon-carbon bond formation. In: Nature Structural & Molecular Biology. Band 12, Nr. 3, 20. Februar 2005, S. 218–224, doi:10.1038/nsmb906.
- Pierre Fournier, Roberto Fiammengo, Andres Jäschke: Allylic Amination by a DNA-Diene-Iridium(I) Hybrid Catalyst. In: Angewandte Chemie International Edition. Band 48, Nr. 24, 2. Juni 2009, ISSN 1521-3773, S. 4426–4429, doi:10.1002/anie.200900713.